# Vladimír Müller (lední hokejista)
Vladimír Müller (* 12. února 1947, Praha) je bývalý český hokejový útočník.

## Hokejová kariéra
V československé lize hrál za Spartu Praha, Dynamo Pardubice a Duklu Jihlava. Odehrál 6 ligových sezón. Za československou hokejovou reprezentaci nastoupil 12. března 1969 v Pardubicích proti týmu USA.

## Klubové statistiky
| 1965/1966 | Dukla Jihlava    | 1. liga | -  | - | - | - | - |
| 1967/1968 | Dynamo Pardubice | 1. liga | -  | - | - | - | - |
| 1968/1969 | Dynamo Pardubice | 1. liga | -  | - | - | - | - |
| 1969/1970 | Dynamo Pardubice | 1. liga | -  | - | - | - | - |
| 1969/1970 | Sparta Praha     | 1. liga | 7  | 1 | 0 | 1 | 0 |
| 1970/1971 | Sparta Praha     | 1. liga | 17 | 0 | 1 | 1 | 0 |
| 1971/1972 | Sparta Praha     | 1. liga | 20 | 0 | 0 | 0 | 0 |